# دولت‌آباد (بافق)
دولت‌آباد (بافق)، روستایی از توابع بخش مرکزی شهرستان بافق در استان یزد ایران است. 

## جمعیت
این روستا در دهستان سبزدشت قرار دارد و براساس سرشماری مرکز آمار ایران در سال۱۳۹۵، جمعیت آن  ۲۷۱ نفر (۵۹خانوار) بوده‌است.